# میسون اوینگ
میسون اوینگ (انگلیسی: Mason Ewing) شرکت کالای لوکس آمریکایی است، که در سال ۲۰۱۱ تأسیس شد.